# Magyar sajtótörténet

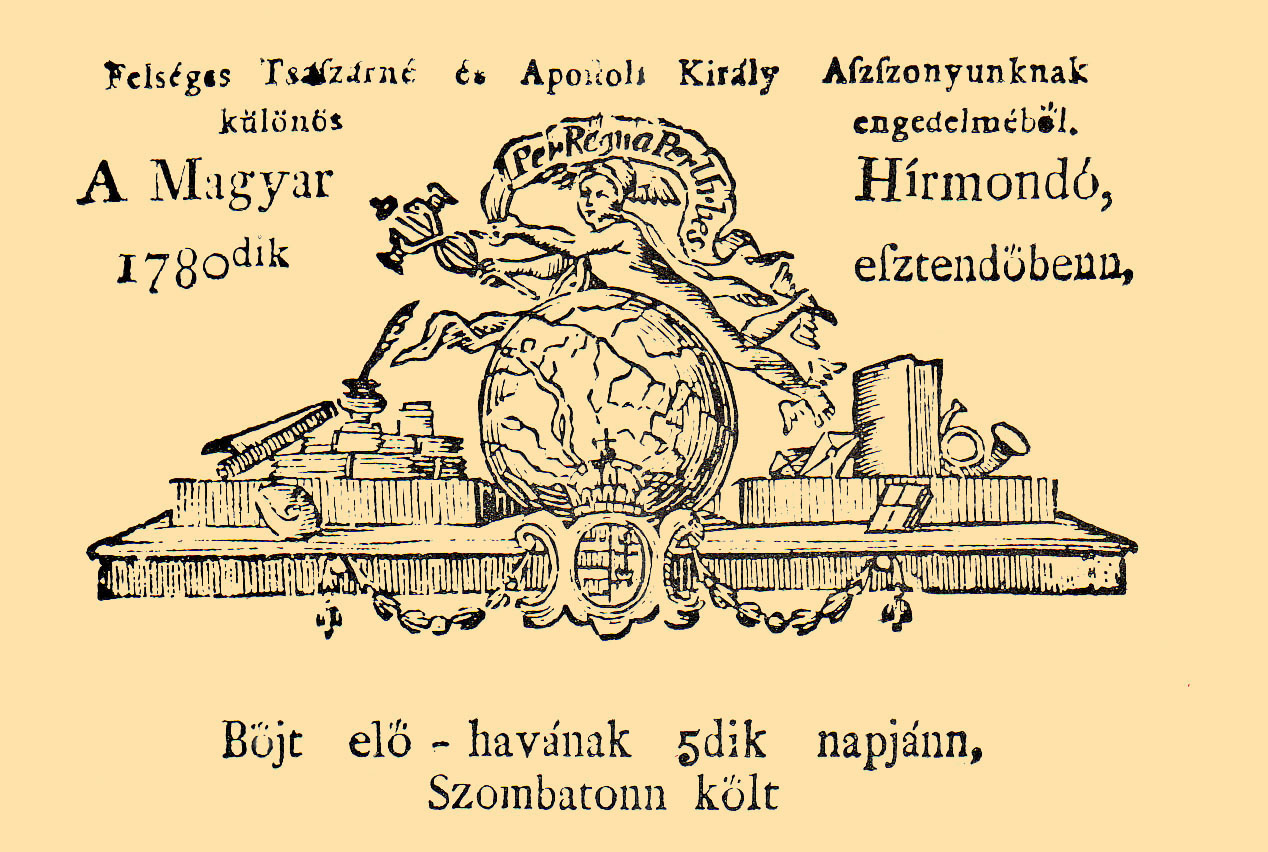
A Magyar Hírmondó egyik 1780. évi számából

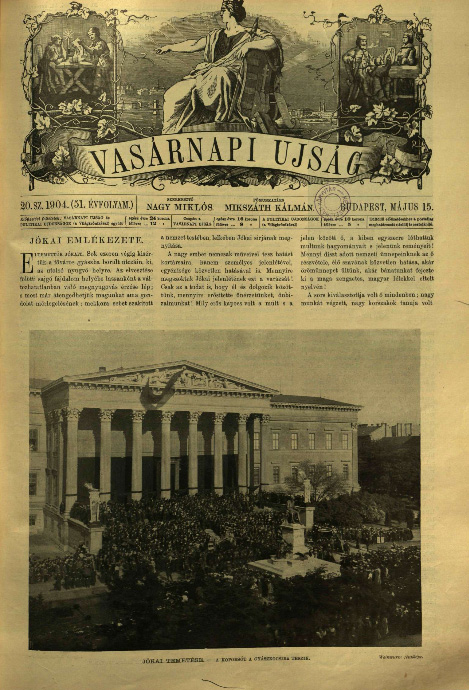
A Vasárnapi Ujság beszámolója Jókai Mór temetéséről

A magyar sajtótörténet a 18. század első évtizedeiben indult Magyarországon. Ekkor még a magyar nyelvű példányokat az osztrák vezetés nem támogatta, ezért latinul jelentek meg a kiadványok. Az 1848–49-es forradalom és szabadságharcot követően a dualizmus korában indult meg jelentős mértékben a magyar sajtótermékek gyarapodása. A trianoni békeszerződést követően, valamint a két világháború és a második világégést követő szovjet elnyomás azonban visszavetette a kiadványok számát. A rendszerváltást követően azonban ismételten megindult a napi-, illetve heti- és havilapok számának emelkedése. A 2010-es években a Fidesz – Magyar Polgári Szövetség kormányzása idején a megyei lapok és azok online változatai, valamint számos további sajtótermék jobboldali tulajdonosi körbe került. Ettől az időszaktól kezdve, ezen sajtótermékek elsődlegesen a kormányzati álláspont közvetítésében vettek részt.

## Magyar hírlapok
A magyar hírlapirodalom csak nehezen indult: az osztrák császári politika nem akart konkurenciát a német nyelvű lapoknak, ezért a cenzúra, ahol tudta, megakadályozta terjedését. 1705-1711 között jelent meg a Mercurius Hungaricus, az Esterházy Antal által kiadott kuruc lap, ez is latin nyelvű volt.

### Az első magyar nyelvű laptól a kiegyezésig
1780-ban a Pozsonyban kiadott Magyar Hírmondó Rát Mátyás szerkesztésében már magyar nyelven, de csak 1788-ig élt a lap. Utolsó szerkesztője Szacsvay Sándor Bécsben 1787-ben indította meg a Magyar Kurirt, ez a lap 1834-ig élt. Több kérészéletű lap is megjelent ez idő alatt. Széchenyi István kezdeményezésére Helmeczy Mihály 1832-ben megindította a Jelenkor című lapot melyet tizenhét éven keresztül vezetett. Kossuth Lajos 1841-ben indította és 1844-ig szerkesztette is a Pesti Hírlapot. Az 1848-ban kivívott sajtószabadság nagy lendületet vitt a hírlapéletbe. Ekkor indult a Budapesti Híradó, Pesti Divatlap, Honderű, Életképek, ez utóbbinak egy ideig Petőfi Sándor és Jókai Mór is szerkesztője volt. Jókai indította a Esti Lapokat, Kossuth Lajos és Bajza József a Hírlapot, Vas Gereben és Arany János a Népbarát és Táncsics Mihály a Munkások Újsága című lapokat. A szabadságharc leverése után a szigorú cenzúra egyetlen napilapot engedélyezett a Pesti Naplót, melynek fénykora báró Kemény Zsigmond szerkesztése alatt volt. 1852-től indultak új lapok, a Budapest Hírlap, a Magyar Sajtó, a Pesti Hírnők, az Idők Tanuja és Jókai Mór lapja, A Hon. Ekkor keletkezett a maga nemében egyetlen szépirodalmi napilap, a Hölgyfutár. Az első szépirodalmi hetilap 1854-ben jelent meg Vasárnapi Ujság címmel és hamar népszerű lett. Ebben az időben keletkezett több politikai élclap Jókai Üstökös és Tóth Kálmán Bolond Miskája.

### Népszava
A kiegyezés után indult sok a mai napig emlegetett vagy most is megjelenő lap, ilyenek az 1877 óta létező Népszava, kezdetben heti-, majd napilap. A Népszava (német nyelvű kiadásban: Volksstimme) első változata 1877 májusában indult Budapesten Külföldi Viktor szerkesztésében. A lap sokáig csak hetente egyszer majd háromszor jelent meg.
Eközben változatlanul kiadták az 1873-ban megindított Munkás Heti-Krónikát (német kiadásban: Arbeiter Wochen-Chronik), amit a Népszava közvetlen elődjének tekinthetünk. 1880-ban – a két pártfrakció egyesülése után – a Magyarországi Szociáldemokrata Párt magyar nyelvű lapja a Népszava (német kiadása az Arbeiter Wochen-Chronik) lett. A Népszavának ez a második változata 1880. február 1-jétől jelent meg Csorba Géza szerkesztésében, mint „a magyarországi szociáldemokraták központi közlönye”.

### A huszadik század hajnala
1878-tól a Pesti Hírlap, melynek szerkesztői, munkatársai voltak Eötvös Károly, Mikszáth Kálmán, Gárdonyi Géza, Molnár Ferenc és Jókai, akinek sok regénye a Pesti Hírlapban jelent meg először.
Budapesti Hírlap 1880 Rákosi Jenőtől, Magyarország 1893, Az Est 1909 Miklós Andor szerkesztése, Magyar Hírlap 1925 óta kezdeti fő munkatársa Móra Ferenc volt. A folyóiratok is ekkor terjedtek el, köztük az igen népszerű képeslapok: Tolnai Világlapja, Párisi divat, Új Idők, Képes Krónika, Színházi Élet.
1905. április elsejétől a Népszava napilapként jelent meg az újságárusoknál.

### Szabad Nép
A Szabad Nép a magyar kommunista párt napilapja volt 1942 és 1956 között, a Népszabadság elődje. Első száma 1942. február 1-jén jelent meg, főszerkesztője Rózsa Ferenc volt, a vezércikket Schönherz Zoltán írta. Az 1956-os forradalom napjaiban a lap hangnemet váltott és a változásokat követelők oldalára állt, de addigra olyan mértékben azonosították a kommunista diktatúrával, hogy ellehetetlenült. 1956. november 2-án a Népszabadság váltotta.

### Népszabadság
A Népszabadság 1956. november másodikán jelent meg először és a korábbi Szabad Nép című újság utódja volt. A lapot 2016. október 8-án felfüggesztették mind nyomtatott, mind internetes változatában.

## A magyar sajtó a huszonegyedik században

### Jobboldali médiapiac
A 2010-es években a két harmados többséggel kormányzó Fidesz a hozzá közel álló személyeket kezdte el feltőkésíteni, azok vállalkozásai számára juttatott állami megrendelésekkel és a számukra kedvező döntésekkel, vagy a szűk határidőkkel és szigorított körülményekkel leszűkített pályáztatási rendszerrel kívánták a kormányközeli személyeket, vállalkozásokat helyzetbe hozni. Mivel a politikát nagy mértékben tudja befolyásolni a média, így az írott sajtó, illetve az interneten elérhető híroldalak, ezért fokozatosan felvásárlásokat kezdtek el megvalósítani a szektorban. Kiemelkedően sok médiatermék felett vette át a tulajdoni jogot a Mészáros Lőrinc tulajdonában lévő Mediaworks Hungary Zrt..
Az online híroldalak megyei változatai közül a Mediaworks tulajdonába került 2017 végére a bama.hu (Baranya megye), baon.hu (Borsod-Abaúj-Zemplén megye), Beol.hu (Békés megye), Duol.hu, Feol.hu (Fejér megye), heol.hu (Heves megye), kemma.hu (Komárom-Esztergom megye), nool.hu (Nógrád megye) sonline.hu (Somogy megye), a szoljon.hu (Jász-Nagykun-Szolnok megye) és a teol.hu (Tolna megye), vaol.hu (Vas megye), veol.hu (Veszprém megye), zaol.hu (Zala megye).
Az írott megyei lapok közül a Mediaworks tulajdona a Békés Megyei Hírlap, a Dunaújvárosi Hírlap, a Fejér Megyei Hírlap, a Heves Megyei Hírlap, a Nógrád Megyei Hírlap, a Petőfi Népe, a Somogyi Hírlap, a Tolnai Népújság, az Új Dunántúli Napló, az Új Néplap, a Vas Népe, a Zalai Hírlap és a 24 Óra. A tulajdonosváltást követően a megyei lapok hangvétele, politikai irányultsága a jobboldali kormányzat álláspontját követte, melyet a korábbi olvasók egy jelentős része elutasított és ezért számos megyei lap jelentős visszaesést volt kénytelen elkönyvelni az olvasóik számát tekintve.
Online oldalak közül a Mediaworks birtokában áll a Vg.hu, Lakáskultúra Online, az Autómotor.hu, a Nemzeti Sport Online, a Mindmegette.hu, az Astronet.hu, a Tvmusor.hu, a Jegyed.hu, a Mainap.hu és a Lapcentrum.hu.
Írott sajtótermékei közé tartozik a Mediaworks zrt-nek a Világgazdaság, a VG Konferencia, a Manager Magazin, a Vasárnap Reggel, a Lakáskultúra, az Autó Motor, a Nemzeti Sport, a Nemzeti sport Magazin, a Képes Sport, a Képes Sport Fans, a FourFour Two, a Sport and Life, a Vitorlázás magazin, a hot!, a hot! extra, a Fanny, a Fanny Konyha, az Édes élet, az Ínyenc, a Test&Lélek, a Bravo, a Grátisz, a Tv Műsor, a Népsport, a Rejtvénytipp, a Mindmegette című újságok.
Schmidt Mária a tulajdonosa a tulajdonosváltást követően a jobboldali kormány nézőpontját közvetítő Figyelőnek.
2015. szeptember elsején jelent meg először a kormánypárti hangvételű Magyar Idők.
A kormányközeli hangvételt közvetítő Modern Media Group Befektetési és Vagyonkezelő Zrt., amely Habony Árpád és Győri Tibor tulajdonában áll, a tulajdonosa a Lokál című újságnak és a lokal.hu című internetes oldalnak.
2017 nyarán került Vajna András tulajdonába a Lapcom kiadó, amely a Kisalföld és a Dél-Magyarország című újságok kiadója.

### Ellenzéki médiapiac
A Magyar Nemzet, a Lánchíd Rádió és a Heti Válasz című újság Simicska Lajos tulajdonában állt. A Magyar Nemzet 2018. április 11-én jelent meg utoljára, a Lánchíd Rádió szintén ezen a napon jelentkezett utolsó adásával. A megszüntetést a tulajdonos jelentette be. Mindhárom médium kormánykritikus hangvételt követett anyagainak összeállításában 2015 februárja óta, amikor is tulajdonosuk konfrontálódott a magyar kormányfővel és éles hangnemben bírálta.
2014. szeptember 23. és 2019. december 31. között működött az Abcúg internetes magazin.

### Egyéb kiadványok
2019 december elején jelent meg utoljára nyomtatásban a PC Guru. Huszonhat éven keresztül jelentek meg nyomtatott számai.
2019 december elején jelent meg utoljára a GameStar magazin nyomtatott verziója.
2020 januárjától megszűnt a Men's Health és a Playboy magyar nyelvű nyomtatása és a hozzájuk tartozó online felületek sem frissülnek többé.